# Golf vid olympiska sommarspelen 2024
Golf vid olympiska sommarspelen 2024 arrangerades mellan 1 och 10 augusti 2024 på Golf National i Guyancourt i Frankrike. En tävling för damer och en för herrar fanns på programmet som var oförändrat sedan OS 2016.

## Medaljörer
| Golf                          | Guld                  | Silver                         | Brons                  |
| Damernas tävling Detaljer...  | Lydia Ko Nya Zeeland  | Esther Henseleit Tyskland      | Lin Xiyu Kina          |
| Herrarnas tävling Detaljer... | Scottie Scheffler USA | Tommy Fleetwood Storbritannien | Hideki Matsuyama Japan |

Denna tabell: visa • redigera

## Medaljtabell
*   Värdland ( Frankrike)
| Nr                  | Nation              | Guld | Silver | Brons | Totalt |
| ------------------- | ------------------- | ---- | ------ | ----- | ------ |
| 1                   | Nya Zeeland         | 1    | 0      | 0     | 1      |
| 1                   | USA                 | 1    | 0      | 0     | 1      |
| 3                   | Tyskland            | 0    | 1      | 0     | 1      |
| 3                   | Storbritannien      | 0    | 1      | 0     | 1      |
| 5                   | Kina                | 0    | 0      | 1     | 1      |
| 5                   | Japan               | 0    | 0      | 1     | 1      |
| Totalt (6 nationer) | Totalt (6 nationer) | 2    | 2      | 2     | 6      |